# Möhrenbach (Gehren)
Möhrenbach – dzielnica gminy Gehren w Niemczech, w kraju związkowym Turyngia, w powiecie Ilm, we wspólnocie administracyjnej Langer Berg. Do 30 grudnia 2013 samodzielna gmina.